# Thomas R. Cooley

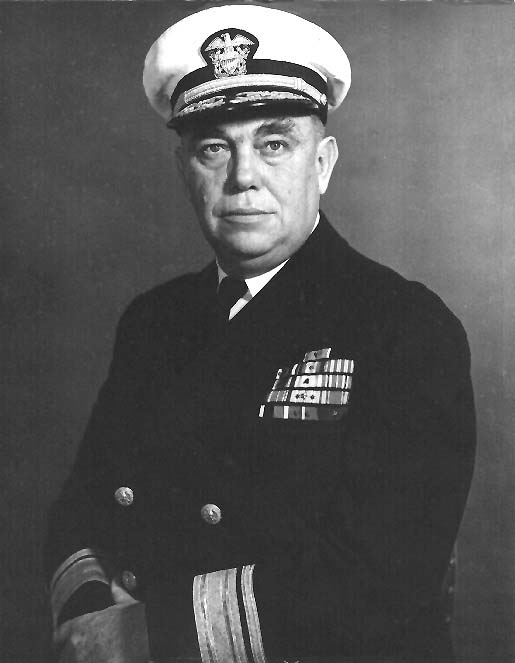
Thomas Ross Cooley

Thomas Ross Cooley (* 26. Juni 1893 in Grass Valley, Kalifornien; † 28. November 1959 in Quantico, Virginia) war ein Admiral der United States Navy.

## Leben
Cooley wurde am 26. Juni 1893 in Grass Valley, Kalifornien als Sohn von Thomas Ross und Mary Adelaide Cota Cooley geboren. 1911 beendete er die Grass Valley High School und wurde vom Kongressabgeordneten John F. Baker für die Aufnahme an der United States Naval Academy in Annapolis vorgeschlagen. Nach dem Abschluss der Naval Academy im März 1917 wurde Cooley auf das Schlachtschiff USS Florida versetzt, das bis Kriegsende des Ersten Weltkriegs zusammen mit der britischen Home Fleet in europäischen Gewässern operierte. Am 21. April 1919 heiratete er Adelaide Prescott Morris aus Washington, D.C., die er während seiner Zeit auf der Marineakademie kennengelernt hatte. Im Herbst 1920 verließ Cooley die Florida und wurde auf verschiedene Zerstörer der Pazifikflotte versetzt, wo er als Navigator und Executive Officer diente. Von Oktober 1922 bis 1924 und von Januar 1927 bis 1929 wurde er als Ausbilder in der Marineakademie eingesetzt, zwischenzeitlich war er XO auf dem Zerstörer USS Pruitt in Ostasien. 1929 wurde Cooley Aide-de-camp von Konteradmiral Edward Hale Campbell.
Im April 1931 erhielt Cooley sein erstes Kommando, den Zerstörer Yarnall, den er bis 1932 kommandierte. Im Anschluss wurde er zum Bureau of Navigation versetzt, während seiner zweijährigen Dienstzeit dort diente er auch als Geschützoffizier und Navigator auf dem Leichten Kreuzer Concord. 1937 wurde Cooley erneut als Ausbilder an die Naval Academy versetzt, 1940 folgte dann die Versetzung als Executive Officer auf den Schweren Kreuzer Wichita. 1941 erhielt er das Kommando über das Transportschiff Almaack, mit dem er an Einsätzen im Nordatlantik und im Südpazifik teilnahm. Im Juni 1942 wurde Cooley als Planungsoffizier zum Bureau of Naval Personnel versetzt, bevor er dann im April 1944 das Kommando über das Schlachtschiff Washington erhielt. Im November 1944 wurde Cooley zum Konteradmiral befördert und löste Willis A. Lee als Oberbefehlshaber der Battleship Division Six ab. Unter seinem Kommando griff die Battleship Division Six japanische Schiffe im Südchinesischen Meer an und beschoss Landziele auf den japanischen Hauptinseln. Nach Kriegsende und der Rückkehr zur US-Westküste Ende 1945 erhielt Cooley das Kommando sämtliche Kreuzer und Schlachtschiffe der US-Atlantikflotte und später das Oberkommando über die 4. US-Flotte.
Nach einer kurzen Zeit 1946 als Befehlshaber einer Task Unit und des Midshipmenausbildungsgeschwaders wurde er 1947 zum Befehlshaber der Marinebasis Newport in Rhode Island, wo er 1950 auch einige Monate Interimspräsident des Naval War College war. 1951 wurde er zum Befehlshaber der „Western Sea Frontier“, die für den gesamten Westen der Vereinigten Staaten zuständig war, berufen. 1952 ging Cooley in den Ruhestand.
Thomas Ross Cooley starb am 28. November 1959 im Hause seiner Tochter in Quantico, Virginia an den Folgen eines Herzanfalls. Er wurde auf der Jefferson Historic Site in Monticello begraben.